# Йенчън
Йенчън е град в провинция Дзянсу, Източен Китай. Общото население на целия административен район, който включва и града, е 7 262 200 жители, а градската част е с 3 630 000 жители (2010 г.). Общата площ на административния район е 16 920,83 кв. км, а градската площ е 1720 кв. км. Намира се в часова зона UTC+8 в източната част на провинцията си на равнина. Пощенските му кодове са 224000 (градски център), 224100 – 224700 (други райони), а телефонния 515. Разполага с жп, шосеен и автобусен транспорт. Магистрала го свързва с Шанхай, а жп линия с Пекин.